# Classiculaceae
Classiculaceae är en familj av svampar. Classiculaceae ingår i ordningen Classiculales, klassen Classiculomycetes, divisionen basidiesvampar och riket svampar.
| Classiculaceae | \| \| Classicula \| \| \| \| \| \| Jaculispora \| \| \| \| |
|                | \| \| Classicula \| \| \| \| \| \| Jaculispora \| \| \| \| |
|                | Classicula                                                 |
|                |                                                            |
|                | Jaculispora                                                |
|                |                                                            |

|  | Classicula  |
|  |             |
|  | Jaculispora |
|  |             |